# Луцик Василь Степанович
Луцик Василь Степанович (23 грудня 1894, Голінка — н/д) — український військовий діяч періоду УНР, хорунжий 5-ї Херсонської дивізії Армії УНР.

## Біографія
Народився 1 січня 1894. Походить із родини державного службовця (Степан Луцик служив судовим приставом у селі Дмитрівка). Закінчив трикласне технічне училище. Служив писарем у земстві. До революції мешкав у рідному селі, мав 15 десятин землі, 1 будинок, 2 коней, 2 корови, З свиней, 2 телят.
З 1915 служив у РІА учасник Першої світової війни. Навчався у школі прапорщиків до 17 листопада 1917, після чого виїхав до рідного села.
На початку 1918 зголосився до українського війська. Влітку 1918 служив у Державній варті (у підрозділі Іванова). Після антигетьманського повстання — у 1-му Сірожупанному полку Дієвої армії УНР. У травні 1919, під час боїв на Волині, потрапив до польського полону в Луцьку. Інтернований у таборі Вадовиці, Польща. У травні 1920 виявив бажання продовжити службу в Армії УНР і був зарахований до 15-го стрілецького куреня 13-ї стрілецької бригади 5-ї Херсонської дивізії (піша дивізія сформована переважно з інтернованих вояків УГА в Польщі). Пройшов із дивізією весь бойовий шлях аж до відвороту за Збруч (20 листопада 1920) і був знову інтернований у таборах військовополонених, цього разу у Щипйорно, Польща.
Працював на будівництві телеграфу та залізниці. З 1923 оселився у Гайнівці Підляського воєводства, де разом із групою українських ветеранів працював на лісопильному заводі. Повернувся до окупованої більшовиками України (травень 1924) і відразу ж був завербований органами ГПУ. Проте не виявляв жодної активності та не надавав необхідних відомостей і доносів, що було відображено у відповідному звіті уповноваженого опергрупи ГПУ УРСР.
Заарештований 16 жовтня 1930. На допиті надав частково неправдиві біографічні дані, зокрема приховав інформацію про службу в Армії УНР вже у 1920. (саме на цей період припадає активна участь В.Луцика у боях із більшовиками на території Поділля). Натомість повідомив, що з травня 1919 до травня 1924 перебував у таборах військовополонених у Польщі. Проти Василя Луцика активно свідчив його односелець Яків Якович Вернигора (1897 р.н.).
Був засуджений до 3 років концтаборів, покарання відбув повністю. За висновком органів ГПУ проявив себе як такий, «що не надається до подальшого використання», і був рекомендований ОСО (рос. Особому совещанию) до заслання до Північного краю на 3 роки.
Повторно заарештований у 1937, цього разу проти Василя Луцика свідчив сільський голова Голінки Федір Самійлович Ракша (1903 р.н.), Семен Кузьмич Чмут (1902 р.н.), Андрій Васильович Пархоменко (1908 р. н.). Засуджений 28 листопада 1937 р. до 10 років концтаборів.
Подальша доля ув'язненого невідома.
Син хорунжого Армії УНР Віталій Луцик проживав у Голінці, роблячи безуспішні спроби розшукати сліди батька. Онуки виїхали до Полтавської області.